# Kelly Madison
Kelly Madison (Newport Beach, 26 d'agost de 1967) és una actriu, empresària i directora de cinema pornogràfic estatunidenca, inclosa en 2015 al Saló de la fama d'AVN.

## Trajectòria
Kelly Madison és coneguda pels seus grans pits naturals i per haver fundat la productora, 413 Productions conjuntament amb el seu marit Ryan. Madison és cosina de la també actriu pornogràfica Janine Lindemulder. Madison va conèixer el seu marit, Ryan, el 1999 quan era vicepresidenta de vendes d'una empresa de grafisme i ell era un jove dissenyador gràfic de 22 anys. Inspirada per la carrera cinematogràfica de la seva cosina, va crear a internet un lloc web personal tot i no haver posat mai abans nua.
Després de l'èxit inicial del lloc web, van expandir el seu negoci amb la filmació de pel·lícules eròtiques, llançant a la fama altres actors i actrius. Van anomenar l'empresa 413 Productions perquè era el número del carrer de l'estudi que llogaven per a filmar. Amb el lloc web Pornfidelity.com i una col·lecció de DVD, el negoci va créixer gràcies a la creació d'una sèrie d'escenes de trios.
Madison ha realitzat destacades escenes per amb l'actriu Danni Ashe, apareixent en les sèries «Danni Ashe Presents» i «Danni HardCut». Ha aparegut també a la revista Score, i a més escriu una columna per a la revista Juggs.
El 25 de juliol de 2007, Madison i el seu marit Ryan van ser entrevistats al programa de televisió Chelsea Lately del canal E!, on van parlar del seu matrimoni, la seva relació oberta i llur carrera pornogràfica.